# Акуруланна
Акуруланна (Акурдуана, Екурдуанна) (д/н — 1431 до н. е.) — цар Країни Моря близько 1457-1431 років до н. е. (за іншою хронологією 1500/1490-1464 до н. е.)

## Життєпис
Походив з I династії Країни Моря (відома як II Вавилонська династія). Син царя Адара-каламми. За пізніми списками шумерських царів начебто панував 26 років. Проте щодо року сходження на трон і терміну володарювання тривають дискусії.
Про нього відомо ще менше ніж про його попередників. Ймовірно, в цей час почалася боротьба за владу серед панівної династії, що позначилося на кількості збережених текстів. З артефактів знайдено лише циліндричну печатку цього царя, де його зображено поруч з богами Сін, Енліль і Еа. Йому спадкував Меламкур-Куррі.